# The Glory Guys
The Glory Guys (Brasil: Assim Morrem os Bravos) é um filme estadunidense de 1965, dos gêneros faroeste e romance, dirigido por Arnold Laven, com roteiro de Sam Peckinpah baseado no livro The Dice of God, de Hoffman Birney, e trilha sonora de Riz Ortolani.

## Sinopse
Dois homens, um oficial de cavalaria e o outro um batedor, treinam novos recrutas e disputam a mesma garota em meio aos conflitos indígenas.

## Elenco
- Tom Tryon ....... cap. Demas Harrod
- Harve Presnell ....... Sol Rogers
- Senta Berger ....... Lou Woddard
- Michael Anderson Jr. ……. sd. Martin Hale
- James Caan ....... sd. Anthony Dugan
- Slim Pickens ....... sgt. James Gregory
- Andrew Duggan ....... gen. Frederick McCabe
- Peter Breck ....... tte. Bunny Hodges
- Laurel Goodwin ....... Beth Poole
- Jeanne Cooper ....... Rachael McCabe
- Robert McQueeney ....... mj. Oliver Marcus
- Wayne Rogers ....... tte. Mike Moran
- Paul Birch ....... gen. Hoffman
- Erik Holland ....... sd. Clark Gentry
- Adam Williams ……. sd. Lucas Crain